# Еміль Юст
Еміль Юст (нім. Emil Just; 18 червня 1885, Штрасбург — 21 січня 1947, Каунас) — німецький офіцер, генерал-майор вермахту. Кавалер Німецького хреста в сріблі.

## Біографія
Учасник Першої світової війни, служив у резервному піхотному полку №59. З листопада 1918 по серпень 1919 року — командир 3-го прикордонного батальйону, з яким бився проти польських повстанців біля Бромберга, після чого до січня 1920 року служив у поліції Берліна. В 1924 році вступив в абвер. Під час Другої світової війни служив військовим аташе в Румунії і (з вересня 1941 року) польовим комендантом Каунаса, де серед іншого контролював створення литовських будівельних батальйонів. 31 січня 1945 року звільнений у відставку і повернувся в Берлін, де був заарештований радянськими військами. 2 січня 1946 року засуджений військовим трибуналом до страти за «шпигунство проти Радянського Союзу, а також масові вбивства і викрадення радянських громадян». 30 грудня 1946 року прохання Юста про помилування було відхилене і він був страчений.

## Нагороди
- Залізний хрест
  - 2-го класу (14 вересня 1914)
  - 1-го класу (21 травня 1915)
- Військова медаль (Османська імперія) (червень 1916)
- Хрест «За заслуги у військовій допомозі» (21 липня 1917)
- Орден Вюртемберзької корони, лицарський хрест (18 березня 1918)
- Почесний хрест ветерана війни з мечами (20 грудня 1934)
- Пам'ятна військова медаль (Австрія) з мечами
- Орден дому Саксен-Ернестіне, командорський хрест 2-го класу з мечами на кільці (15 серпня 1935)
- Орден Білої троянди (Фінляндія), лицарський хрест 1-го класу (2 грудня 1935)
- Орден Заслуг (Угорщина), офіцерський хрест (24 лютого 1936)
- Медаль «За вислугу років у Вермахті» 4-го, 3-го, 2-го і 1-го класу (25 років; 2 жовтня 1936) — отримав 4 медалі одночасно.
- Орден Орлиного хреста 3-го класу (Естонія; 27 серпня 1937)
- Медаль за участь у Європейській війні (1915—1918) з мечами (Болгарія; 11 листопада 1937)
- Імперський орден Ярма та Стріл, командорський хрест (Іспанія)
- Орден Зірки Румунії, великий офіцерський хрест з мечами на кільці
- Орден «Святий Олександр», великий хрест (Болгарія)
- Хрест військових заслуг (Іспанія), великий хрест білого дивізіону (12 квітня 1939)
- Іспанський хрест в сріблі
- Хрест Воєнних заслуг
  - 2-го класу з мечами (1 серпня 1940)
  - 1-го класу з мечами (3 січня 1942)
- Орден Хреста Перемоги 3-го класу (Словаччина)
- Німецький хрест в сріблі (2 червня 1944)